# Élections législatives mongoles de 2024
Les élections législatives mongoles de 2024 ont lieu le 28 juin 2024 afin de renouveler les 126 députés du Grand Khoural d'État de la Mongolie.
Affaibli par un important scandale de corruption, le Parti du peuple mongol (MAN) du Premier ministre Luvsannamsrai Oyun-Erdene subit un recul, mais conserve la majorité absolue des sièges. Principal parti d'opposition, le Parti démocrate surprend quant à lui par ses bons résultats, dans le contexte d'une montée de plusieurs autres formations d'opposition dont le parti HUN.
À la surprise générale, le parti au pouvoir réagit à son recul dans les urnes en formant un gouvernement de coalition avec le Parti démocrate et le parti HUN, malgré sa capacité à se maintenir seul.

## Contexte

### Gouvernement sortant

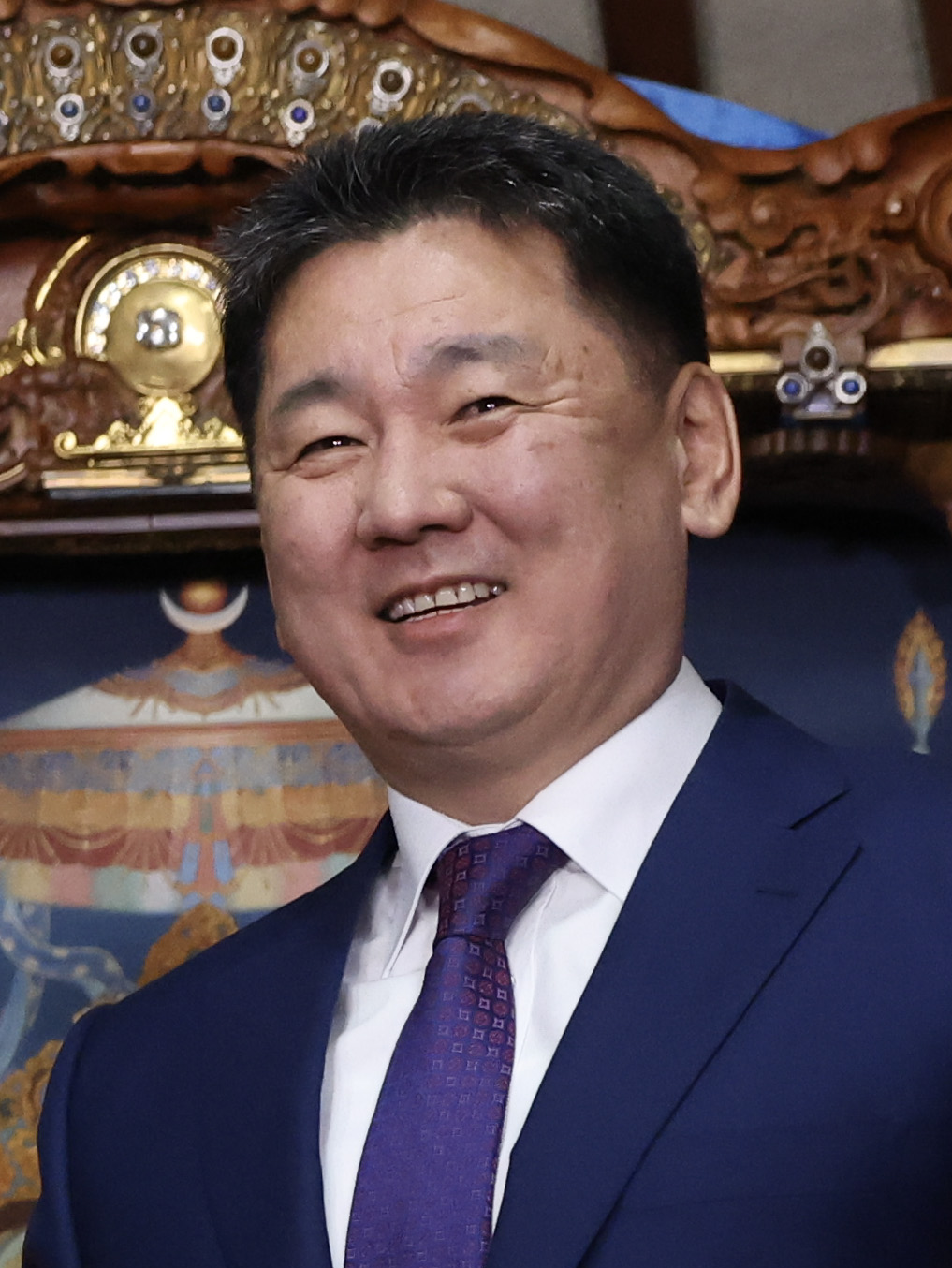
Le président Ukhnaagiin Khürelsükh

Les élections interviennent dans le contexte d'un fort bipartisme entre le Parti du peuple mongol (MAN) et le Parti démocrate (AN), néanmoins affaibli par la récente émergence de la Coalition électorale de la bonne personne (ZKEE) menée par le Parti HUN. Les élections législatives revêtent par ailleurs une double importance, seuls les partis représentés au Grand Khoural d'État pouvant soumettre des candidats à l'élection présidentielle dans le cadre d'un régime semi-présidentiel.
Les précédentes élections organisées en juin 2020 voient la reconduction du MAN, qui conserve la majorité absolue des sièges obtenue quatre ans plus tôt, permettant à Ukhnaagiin Khürelsükh de se maintenir au poste de Premier ministre. Membre de l'AN, le président Khaltmaagiyn Battulga se voit ainsi maintenu en situation de cohabitation,. L'échec de la gestion de la crise due à la pandémie de Covid-19 par le système de santé mongol entraine d'importantes manifestations antigouvernementales qui contraignent cependant le Premier ministre à la démission. Lancé par la suite dans la campagne pour l'élection présidentielle de juin 2021, celui-ci conserve néanmoins une importante popularité du fait de ses actions dans la lutte contre la corruption.

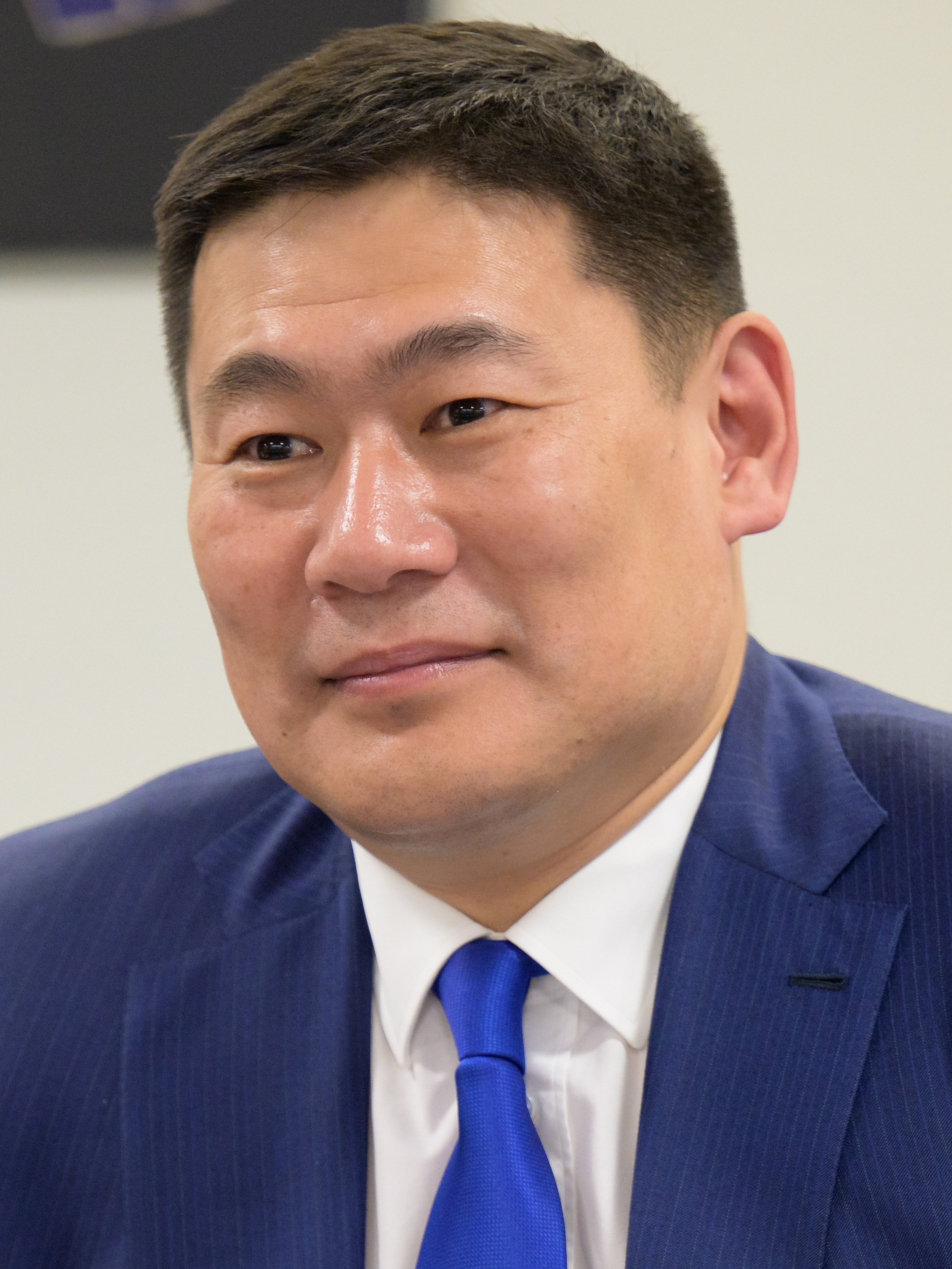
Luvsannamsrai Oyun-Erdene

L'élection présidentielle intervient en l'absence de Battulga, qui ne peut se présenter en raison d'une révision constitutionnelle votée la même année par le MAN. Cette dernière étend ainsi le mandat présidentiel de quatre à six ans mais interdit les mandats consécutifs. L'élection voit Khürelsükh l'emporter à une large majorité de plus de deux tiers des suffrages dès le premier tour de scrutin. Il s'agit alors du meilleur résultat d'un candidat à la présidentielle depuis le retour du pluralisme en 1993, mais également de la plus faible participation depuis cette date,.
Luvsannamsrai Oyun-Erdene le remplace au poste de Premier ministre. Le MAN obtient ainsi le contrôle des pouvoirs législatif et exécutif, tandis que l'effondrement du Parti démocrate au profit de la Coalition électorale de la bonne personne voit la remise en cause du bipartisme MAN/NA, historiquement dominant en Mongolie,.
Le MAN est par la suite considérablement affaibli par un scandale de corruption impliquant plusieurs de ses membres, accusés d'avoir vendu à l'étranger 6,5 millions de tonnes de charbon au détriment de la société minière d’État, pour un préjudice de près de 13 milliards de dollars,. Le scandale provoque des émeutes et des manifestations de grande ampleur entre décembre 2022 et janvier 2023,.

### Nouveau changement de loi électorale

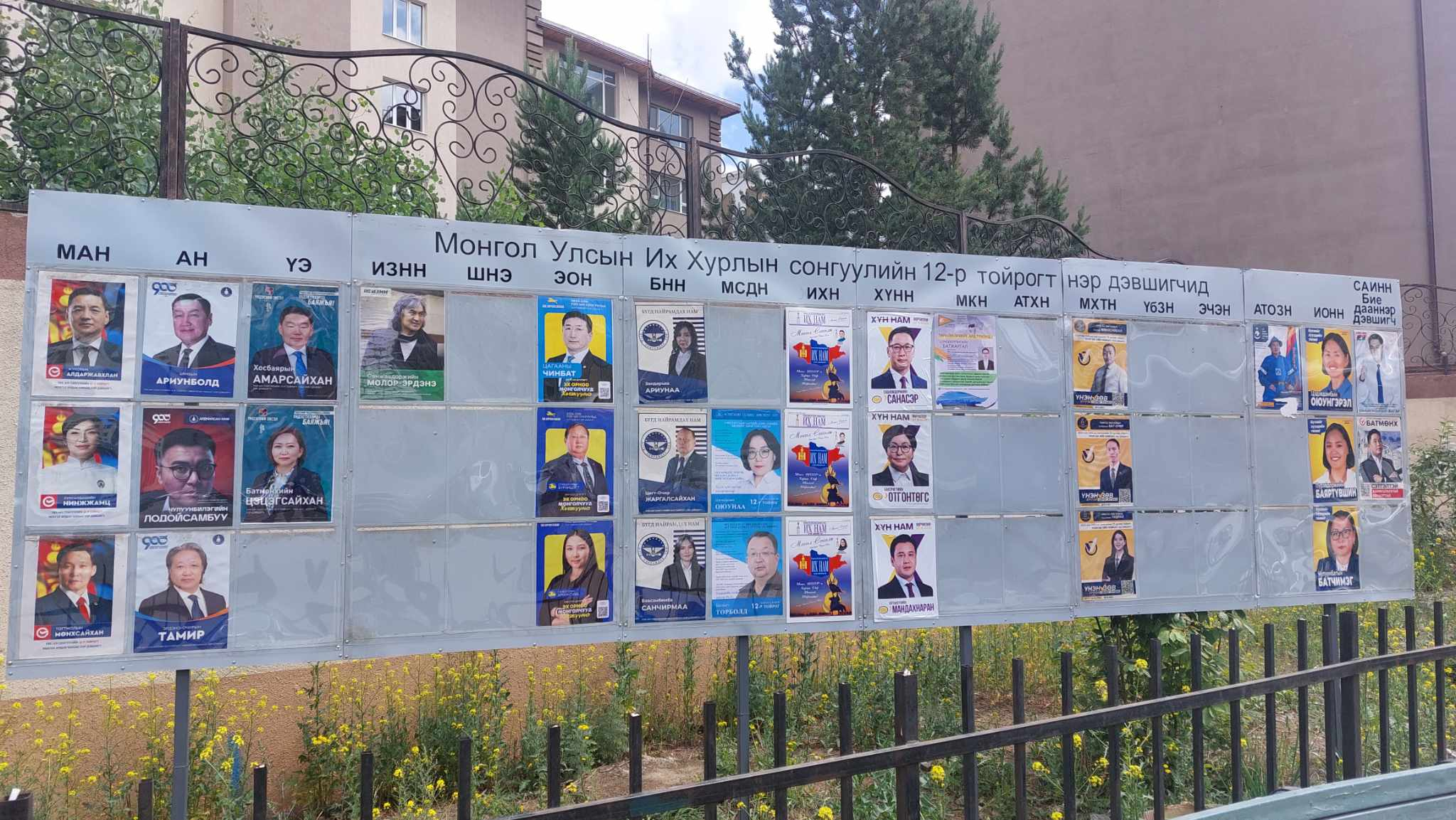
Panneau électoral à Oulan-Bator

La Mongolie est marquée depuis plusieurs décennies par des changements fréquents de système électoral pour ses législatives. Les précédentes élections en 2020 ont ainsi eu lieu au scrutin majoritaire plurinominal dans des circonscriptions plurinominales, un système déjà été utilisé en 1992 et 2008,.
Les élections de 2024 n'échappent pas à ces refontes successives. Après plusieurs années de débats, le Grand Khoural d'État adopte ainsi le 2 juin 2023 un amendement constitutionnel qui rétablit le système mixte utilisé en 2012 et augmente le nombre de députés de 76 à 126,. Un record de 1 337 candidats se présentent aux élections, dont 966 au scrutin majoritaire et 371 au scrutin proportionnel. Le MAN au pouvoir choisit notamment de présenter de nombreux jeunes candidats, dans un effort de renouveau de son image.

## Système électoral

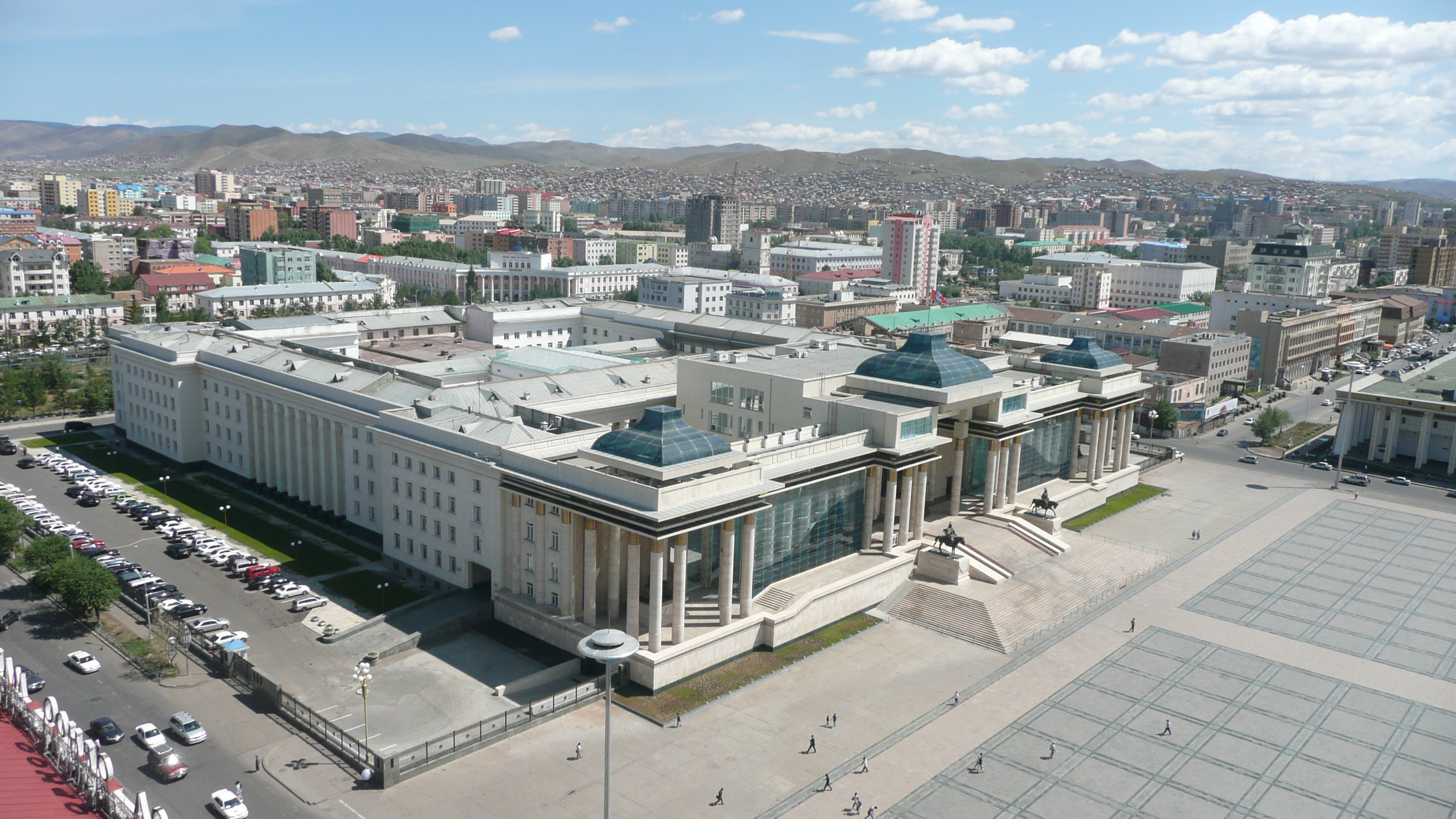
Le siège du parlement à Oulan-Bator.

Le Grand Khoural d'État est un parlement unicaméral doté de 126 sièges pourvus pour quatre ans selon un mode de scrutin parallèle. Sont ainsi à pourvoir 78 sièges au Scrutin majoritaire plurinominal dans treize circonscriptions électorales plurinominales, auxquels se rajoutent 48 sièges pourvus au scrutin proportionnel plurinominal de liste fermées avec seuil électoral de 4 % dans une unique circonscription nationale. Le seuil s'applique aux partis se présentant seuls. Il monte à 5 % pour les coalitions de deux partis, et à 7 % pour les coalitions de trois partis ou plus. Les électeurs votent en sélectionnant autant de candidats que de sièges à pourvoir dans leur circonscriptions, à raison d'une voix par candidat, et pour une liste de candidat au niveau national, sans panachage ni vote préférentiel. Un quorum de participation de 50 % des inscrits est exigé dans les circonscriptions majoritaires pour en valider les résultats. À défaut, un second tour de scrutin est organisé dans celles concernées. Les listes présentées par les partis pour le scrutin proportionnel doivent obligatoirement alterner les noms de candidats de chacun des deux sexes, et le total des candidats du même sexe présentés par un parti ne peut dépassé 70 % du total de ses candidats,.
Les deux systèmes opèrent indépendamment l'un de l'autre. Contrairement à un système mixte de compensation, les sièges à la proportionnelle ne sont pas attribués de manière que leurs additions à ceux du scrutin majoritaire fassent correspondre le total de sièges des partis à leurs parts des voix au niveau national. Chaque parti obtient une part de la moitié des sièges pourvus à la proportionnelle correspondant à sa part des suffrages, auxquels s'ajoutent les sièges de l'autre moitié, obtenus dans chaque circonscription à la majorité relative, donnant au scrutin une tendance majoritaire.

## Résultats
|                           |                                |                 |                 |                 |                  |                  |                  |       |               |  |
| Partis                    | Partis                         | Proportionnelle | Proportionnelle | Proportionnelle | Circonscriptions | Circonscriptions | Circonscriptions | Total | +/-           |  |
| Partis                    | Partis                         | Voix            | %               | Sièges          | Voix             | %                | Sièges           | Total | +/-           |  |
|                           | Parti du peuple mongol (MAN)   | 509 482         | 35,01           | 18              | 3 619 950        | 38,65            | 50               | 68    | 6             |  |
|                           | Parti démocrate (AN)           | 438 506         | 30,13           | 16              | 3 135 988        | 33,48            | 26               | 42    | 31            |  |
|                           | Parti HUN                      | 151 111         | 10,38           | 6               | 636 648          | 6,80             | 2                | 8     | 7             |  |
|                           | Coalition nationale            | 75 196          | 5,17            | 4               | 291 166          | 3,11             | 0                | 4     | Nv            |  |
|                           | Volonté civile - Parti Vert    | 73 006          | 5,02            | 4               | 269 582          | 2,88             | 0                | 4     | 4             |  |
|                           | Nouvelle coalition unie        | 69 682          | 4,79            | 0               | 255 871          | 2,73             | 0                | 0     | en stagnation |  |
|                           | Parti de la vérité et du droit | 40 783          | 2,80            | 0               | 208 717          | 2,23             | 0                | 0     | en stagnation |  |
|                           | Mouvement civil                | 20 443          | 1,40            | 0               | 153 624          | 1,64             | 0                | 0     | en stagnation |  |
|                           | Parti républicain              | 19 635          | 1,35            | 0               | 116 561          | 1,24             | 0                | 0     | en stagnation |  |
|                           | Parti civique uni              | 13 733          | 0,94            | 0               | 86 083           | 0,92             | 0                | 0     | en stagnation |  |
|                           | Parti du pouvoir du peuple     | 10 614          | 0,73            | 0               | 106 688          | 1,14             | 0                | 0     | en stagnation |  |
|                           | Autres partis                  | 32 997          | 2,27            | 0               | 263 104          | 2,81             | 0                | 0     | –             |  |
|                           | Indépendants                   |                 |                 |                 | 222 957          | 2,38             | 0                | 0     | 1             |  |
|                           |                                |                 |                 |                 |                  |                  |                  |       |               |  |
| Votes valides             | Votes valides                  | 1 455 188       | 99,68           |                 |                  |                  |                  |       |               |  |
| Votes blancs et invalides | Votes blancs et invalides      | 4 642           | 0,32            |                 |                  |                  |                  |       |               |  |
| Total                     | Total                          | 1 459 830       | 100             | 48              | 9 366 939        | 100              | 78               | 126   | 50            |  |
| Abstentions               | Abstentions                    | 630 119         | 30,15           |                 |                  |                  |                  |       |               |  |
| Inscrits / participation  | Inscrits / participation       | 2 103 034       | 69,85           |                 |                  |                  |                  |       |               |  |

## Analyse et conséquences

Résultats par circonscription

Le Parti du peuple mongol (MAN) arrive largement en tête et conserve la majorité absolue avec 68 sièges sur 126, ce qui amène le Premier ministre Luvsannamsrai Oyun-Erdene à revendiquer la victoire au soir du scrutin. Si le MAN remporte six sièges de plus qu'en 2020, cette hausse en chiffres absolu se traduit cependant par une baisse en proportion du total, du fait de la forte hausse du total des sièges à pourvoir à l'Assemblée. Le MAN passe ainsi de 62 sièges sur 76 en 2020 à 68 sièges sur 126, une baisse attribuée aux accusations de corruption et d'autoritarisme à son encontre. Selon une étude récente, un tiers des Mongols estime ainsi que leur pays « se transforme en dictature » du fait du recul de la liberté de la presse et de l’État de droit, en parallèle d'une chute du pays dans les classements mondiaux de luttes contre la corruption. Le parti au pouvoir se maintient néanmoins, porté par de bons résultats économiques, une amélioration du niveau de vie et une croissance à deux chiffres essentiellement due à l'essor du secteur du charbon,.
Alors que les précédents scrutins avaient été marqués par la progression de plusieurs nouveaux partis d'opposition dont notamment le parti HUN, qui arrive troisième du scrutin, le Parti démocrate surprend finalement par ses bons résultats. Arrivé deuxième, il connait la plus forte hausse en termes de nombres de sièges, quadruplant ses résultats de 2020.
De manière inattendue, Luvsannamsrai Oyun-Erdene décide d'inviter le Parti démocrate (AN) et le parti HUN à rejoindre sa propre formation au sein d'un gouvernement de coalition chargé de mener les importantes réformes économiques jugées indispensables au cours de la campagne. Il conserve ainsi son poste de Premier ministre au sein du gouvernement investi le 9 juillet, qui se compose de dix ministres du MAN, huit de l'AN et deux du HUN. Cette décision intervient dans le contexte d'un fonctionnement particulier du Grand Khoural d'État qui impose un quorum de la majorité absolue du total de ses membres — soit 64 députés — pour qu'une session parlementaire puisse voter une loi, et non la majorité absolue des seuls présents. Ne disposant que de quatre députés de plus que le quorum exigé, le MAN aurait ainsi été vulnérable en pratique à une stratégie de boycott menée par l'opposition. La formation d'une large coalition lui permet de s'en prémunir, de disposer d'une majorité des deux tiers suffisante pour passer outre un véto présidentiel en cas d'alternance en sa défaveur à l'élection présidentielle de 2027, ainsi que d’espérer pouvoir voter une révision de la constitution en disposant de la majorité des trois quarts nécessaire. La formation d'un gouvernement réunissant la quasi totalité des parlementaires fait néanmoins craindre un affaiblissement de l'équilibre des pouvoirs,.